# NGC 7560
NGC 7560 is een dubbelster in het sterrenbeeld Vissen. Het hemelobject werd op 5 oktober 1864 ontdekt door de Zweedse astronoom Herman Schultz.